# Machame Kaskazini
Machame Kaskazini (übersetzt „Machame Nord“) ist ein Verwaltungsbezirk (Ward) des Distrikts Hai in der tansanischen Region Kilimandscharo.

## Geografie
Machame Kaskazini liegt im Nordosten von Tansania, etwa 20 Kilometer Luftlinie nordwestlich der Regionshauptstadt Moshi am südlichen Abhang des Kilimandscharo. Die Grenze im Nordwesten bildet der Fluss Semira. Dieser mündet in den Kikafu, der im Südwesten den Bezirk begrenzt. Die Grenze im Osten bildet der Fluss Weruweru. Der schmale Bezirk steigt von rund 1000 Höhenmetern im Süden auf 4200 Meter im Norden nahe dem Shira-Camp an.
Das Klima in Machame ist gemäßigt warm, Cwb nach der effektiven Klimaklassifikation. Im Jahresdurchschnitt fallen 2389 Millimeter Niederschlag, dabei sind die Monate Juni bis September mit weniger als 50 Millimeter am trockensten. Am meisten regnet es mit 432 Millimetern im März. Die Durchschnittstemperatur liegt zwischen 16,4 Grad Celsius im Juli und 21,0 Grad im Februar.
Der Bezirk grenzt im Norden an Motamburu Kitendeni des Distrikts Rombo, im Osten an Machame Mashariki, im Südosten an Machame Narumu, im Süden an Mnadani und im Westen an Romu, Machame Uroki und Machame Magharibi. Bei der Volkszählung 2022 lebten 24.151 Menschen in 6344 Haushalten auf einer Fläche von 58,7 Quadratkilometern.

## Gliederung
Der Bezirk besteht aus fünf Gemeinden (Mtaa) mit dreißig Orten (Kitongoji):
| Foo - Nshiron - Manyile - Nkwanshua - Nkwamwasi - Kyalia - Nkwewoyo - Nkwamembi - Nkwakundu - Kyarwaa | Wari Ndoo - Kyalia - Nkwanamboo - Mmaseni - Ifiyo - Mmi | Wari Sinde - Uraa - Kalali - Mwera - Mafoi - Kisau | Nshara - Lambo - Muro - Mwara - Marukeni - Mashare - Nnyama - Mafureni - Lambo Estate | Uduru - Useri - Mwana - Ikola |

## Wirtschaft und Infrastruktur
- Bildung: Im Bezirk liegen fünf weiterführende Schulen, vier davon sind staatlich. Die Harambee Secondary School,[8] die Nkwamwasi Secondary School[9] und die Uduru Secondary School[10] bilden Mädchen und Burschen bis zur 4. Stufe aus, die Machame-Girls' Secondary School ist eine Mädchenschule.[11] Die Msufini Secondary & High School ist eine 1991 von der evangelisch-lutherischen Kirche gegründete Tages- und Internatsschule.[12]
- Gesundheit: In der Gemeinde Foo liegt ein privates Distriktkrankenhaus,[13] außerdem gibt es eine private Apotheke in Nshara.[14]

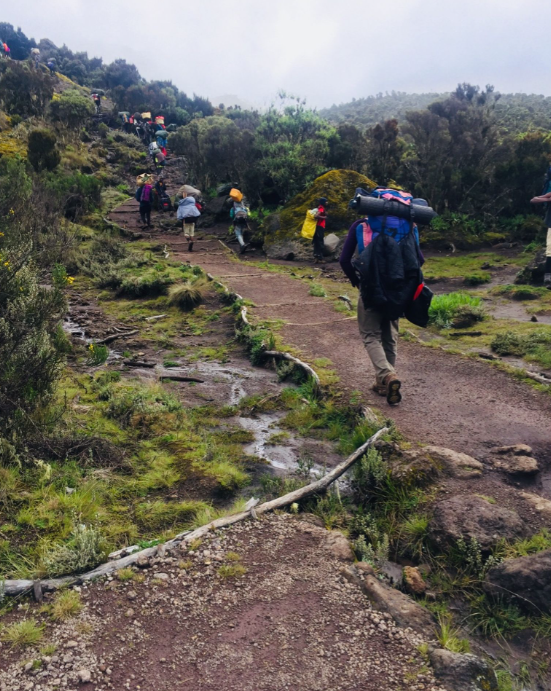
Aufstieg auf der Machame-Route

## Tourismus
Etwa die Hälfte der Besteiger des Kilimandscharo wählen die Machame-Route. Das Machame-Tor, der Start der Tour mit dem Eintritt in den Kilimandscharo-Nationalpark liegt in Machame Kaskazini und auch die ersten beiden Etappen bis zum Shira-Camp führen durch den Bezirk. Dieser Aufstieg ist anspruchsvoller als jener von Marangu, da es keine Hütten gibt, sondern die Übernachtungen in Zelten erfolgen und die Pfade teilweise felsig sind. Dafür erlebt man abwechslungsreiche Flora und Fauna und hat durch den Aufstieg auf der Westseite schöne Ausblicke.